# 赫米利尼克區
赫米利尼克區（羅馬化：Khmilnytskyi raion）是烏克蘭西南部文尼察州的一個區，行政中心設於赫米利尼克，面积为3,701.1平方公里，人口数量为183,913人（2021年估计）。

## 历史
2020年7月18日作为乌克兰行政区划改革的一部分，文尼察州的区份数量减至6个，赫米利尼克区的面积显著增加。改革前赫米利尼克区的面积为1,250平方公里，2020年人口数量为34,576人。

## 行政區劃
赫米利尼克區下劃分為9個市鎮：
- 赫米利尼克市鎮（烏克蘭語：Хмільницька міська громада）（市級，行政中心：赫米利尼克）
- 卡利尼夫卡市鎮（烏克蘭語：Калинівська міська громада）（市級，行政中心：卡利尼夫卡）
- 科賈廷市鎮（烏克蘭語：Козятинська міська громада）（市級，行政中心：科賈廷）
- 赫盧希夫齊市鎮（烏克蘭語：Глуховецька селищна громада）（鎮級，行政中心：赫盧希夫齊）
- 維蒂夫齊市鎮（烏克蘭語：Жданівська сільська громада）（村級，行政中心：維蒂夫齊）
- 伊萬尼夫市鎮（烏克蘭語：Іванівська сільська громада (Вінницька область)）（村級，行政中心：伊萬尼夫）
- 馬赫尼夫卡市鎮（烏克蘭語：Махнівська сільська громада）（村級，行政中心：馬赫尼夫卡）
- 薩姆霍羅多克市鎮（烏克蘭語：Самгородоцька сільська громада）（村級，行政中心：薩姆霍羅多克（烏克蘭語：Самгородок (Хмільницький район)））
- 烏拉尼夫市鎮（烏克蘭語：Уланівська сільська громада）（村級，行政中心：烏蘭尼夫）